# Jiujiang (Wuhu)
Jiujiang (chiń. upr. 鸠江区; chiń. trad. 鳩江區; pinyin Jiūjiāng Qū) – dzielnica miasta Wuhu w prowincji Anhui we wschodniej części Chińskiej Republiki Ludowej. Liczba mieszkańców dzielnicy, w 2010 roku, wynosiła 201 032.